# Akira Hamashita
Akira Hamashita (født 5. juli 1995) er en japansk fodboldspiller, som spiller for den japanske fodboldklub Tochigi SC.